# تل الضباعي
تل الضباعي هو موقع آثري يقع في محافظة بغداد، العراق. تقع ضمن حدود بغداد الجديدة قرب تل محمد ويبعد 3 كيلومترات شمال شرقي تل حرمل، بالتحديد في حي بغداد الجديدة. أُقترح أن اسم المدينة الأصلي كان ؤزارزالولو. واقتراح أخر كان شادلاش. أُحتلت المدينة في الأساس خلال فترة إيسين ولارسا والسلالة البابلية الأولى.

## علم الآثار
يتكون الموقع من ثلاث تلال تغطي مساحة مثلثة بقدر 45.000 كيلومتر مربع وارتفاع 7 أمتار. التلة الأعلى هي الشمالية. أجرى المدير العام العراقي للآثار القديمة ثلاث مواسم تنقيب، بقيادة محمد علي مصطفى، في عام 1947، و1962، و1965. قبل بدأ عمليات التنقيب في الموقع، كونه قريب من بغداد، نُقب بشكل واسع من قبال عمال غير قانونين في بعض الأماكن من أجل البحث عن الألواح واكتشافات صغيرة. في موسم 1983 و1984 قامت منظمة الدولة العراقية للآثار والتراث بأعمال تنقيب إضافية على بيوت من السلاسة البابلية الأولى.

## التاريخ
عثر على خمس مستويات من الاحتلال في التلة الوسطى، تحت بقايا مبعثرة من الإمبراطورية الأكدية وسلالة أور الثالثة. لوحظ المستوى الرابع ببقايا أسس عصر كيشيون الكبيرة والتي تنخفض إلى المستوى الأدنى. كان المستوى الخامس الأكثر أهمية حيث عثر على 100 لوح مسماري 100 ومعبد الإله لاسيمو (14.5 ضرب 18.5 متر). كانت الألواح بشكل أساسي ادارية وعقود قرض. صيغ تاريخية على الألواح، متضمناً موت بيلاكوم، ملك إشنونة، يعود هذا المستوى إلى فترة السلاسة البابلية الأولى المبكرة. كان لدى الكثير من الحكام أسماء أموريون. عثر أيضاً على أختام أسطوانية. كان لدى التلان الشمال والجنوبي المستويات الثالث، والرابع، والخامس ويوجد في المستوى الثالث مبنى كبير. أنتجت التلة الشمالية عدد من الألواح والاكتشافات الأخرى. عثر كلياً على 300 لوح في الموقع تقريباً. كانت عملية حداد النحاس من الاكتشافات المهمة متضمناً معظم أدواتها. يوجد في سطح الموقع بعض من مقابر الإمبراطورية البابلية الحديثة وإمبراطورية كيشيون.